# 능곡도서관
능곡도서관은 경기도 시흥시 능곡동 소재의 도서관이다.

## 연혁
- 2010년 8월 14일 개관.

## 시설현황
- 3층: 열람실, 문화교실, 휴게실
- 2층: 멀티미디어실, 종합자료실, 노트북실
- 1층: 영유아실, 어린이자료실
- 지하1층: 북카페, 휴게코너, 다목적홀